# هیکی کینونن
هیکی کینونن (فنلاندی: Heikki Kinnunen؛ زادهٔ ۸ آوریل ۱۹۴۶) بازیگر، و خواننده اهل فنلاند است.
از فیلم‌هایی که وی در آن‌ها نقش داشته‌است، می‌توان به مادرسالار اشاره نمود.